# CoinMarketCap
CoinMarketCap (CMC) este cel mai bine cotat site cripto de monitorizare a prețurilor din lume și un important furnizor de date cripto. Site-ul publică activele cripto în timp real și datele de pe piață care includ monitorizarea prețurilor, capitalizarea de piață a activelor cripto, nivelurile de dominație ale Bitcoin-ului și datele privind volumul schimburilor de criptomonede. Din ianuarie 2021, site-ul oferă date pentru 8.192 active cripto unice. Este cel mai popular site de clasament cripto la nivel global.
Clasamentele CMC pentru bursele de criptomonede sunt subdivizate în burse de criptomonede pe piața la vedere, burse de cripto derivate și burse de cripto active descentralizate (DEX). 
CMC are 350 de milioane de accesări lunar și 445.000 de utilizatori activi zilnic.

## Istorie
CoinMarketCap a fost fondat în mai 2013, de către dezvoltatorul Brandon Chez în apartamentul său din Long Island City, Queens.
În mai 2016, CMC a lansat prima sa interfață da programare a aplicației (API) publică.
Până în 2017, Chez a lucrat singur la CMC. La sfârșitul anului 2017, a format un grup de bază pentru a gestiona site-ul. În 2018, potrivit The Wall Street Journal, CoinMarketCap a devenit unul dintre cele mai accesate site-uri web din lume. Chez a păstrat un profil public scăzut, care a fost perturbat în ianuarie 2018, când reporterii Wall Street Journal l-au gasit și au publicat un material dedicat CoinMarketCap și fondatorului acestuia.
La 8 ianuarie 2018, CMC a eliminat bursele din Coreea de Sud din algoritmii săi de cotare a prețurilor, deoarece prețurile de acolo erau în mod constant mult mai mari decât în alte țări. Decizia CMC a provocat un declin dramatic al capitalizării de piață XRP, printre alte reduceri de preț ale activelor criptografice. 
Pe Twitter, CMC a declarat că a "exclus unele burse coreene din calculele de preț din cauza divergenței extreme a prețurilor față de restul lumii și a oportunităților limitate de arbitraj". Într-o scrisoare adresată WSJ, Chez a explicat că CMC a eliminat bursele coreene de pe listă pentru că mulți utilizatori s-au plâns de prețurile imprecise; cu toate acestea, el nu se aștepta ca impactul excluderii burselor coreene să fie atât de mare.
În mai 2018, CoinMarketCap a lansat o aplicație mobilă pentru utilizatorii iOS și un mod întunecat luna următoare. 
În martie 2019, CoinMarketCap a lansat doi indici principali, calculați și administrați de furnizorul german de indici Solactive AG. Indicele principal CMC Cripto 200 (CMC200) include 200 de criptomonede ponderate în funcție de capitalizarea de piață, inclusiv Bitcoin, și astfel acoperă în esență peste 90% din piața globală de criptomonede. Indicele CMC Cripto 200 ex BTC (CMC200EX) urmărește evoluția pieței de criptomonede fără influența Bitcoin. 
Începând din martie 2019, doi indici de referință pentru criptomonede CMC au fost listați pe Nasdaq, Bloomberg Terminal și Refinitiv. CoinMarketCap a lansat de asemeneaîn2019, Alianța pentru Răspundere și Transparență a datelor (DATA), ca o modalitate de a promova transparența proiectelor din spațiul cripto și de a îmbunătăți standardele de raportare în întreaga industrie. 
În noiembrie 2019, CoinMarketCap a lansat o nouă metrică a lichidității în scopul de a combate volumul de tranzacționare fals. 
În aprilie 2020, Binance a achiziționat CoinMarketCap pentru condiții nedivulgate; un raport al Forbes susținea că afacerea valora 400 de milioane de dolari, dar această cifră nu a fost confirmată. CMC continuă să funcționeze independent de compania-mamă.
CoinMarketCap a lansat un program de recompense educaționale în august 2020, care permite participanților să câștige până la o anumită sumă dintr-un Token original pentru proiectele blockchain oferite, vizionând video-uri educaționale și completând chestionare în scopul de a se califica pentru o recompensă.
În septembrie 2020, CMC a lansat platforma sa educațională, CMC Alexandria, un portal ce oferă conținut educațional care ajută la orientarea noilor veniți în lumea criptomonedelor și a finanțelor descentralizate (DeFi).
În 2021, CoinMarketCap a devenit un partener API pentru bursa Coinbase. API-ul CoinMarketCap oferă acces la o gamă largă de informații despre blockchain printre mai multe burse.
În decembrie 2022, prețurile criptomonedelor listate la cea mai mare bursă de criptomonede cu sediul în SUA Coinbase și CoinMarketCap au devenit anormale pentru o scurtă perioadă de timp, cauzată de unele motive tehnice. Atât Coinbase, cât și CoinMarketCap au declarat că defecțiunea tehnică nu a fost cauzată din exterior. 